# قائمة بطولات نادي باريس سان جيرمان

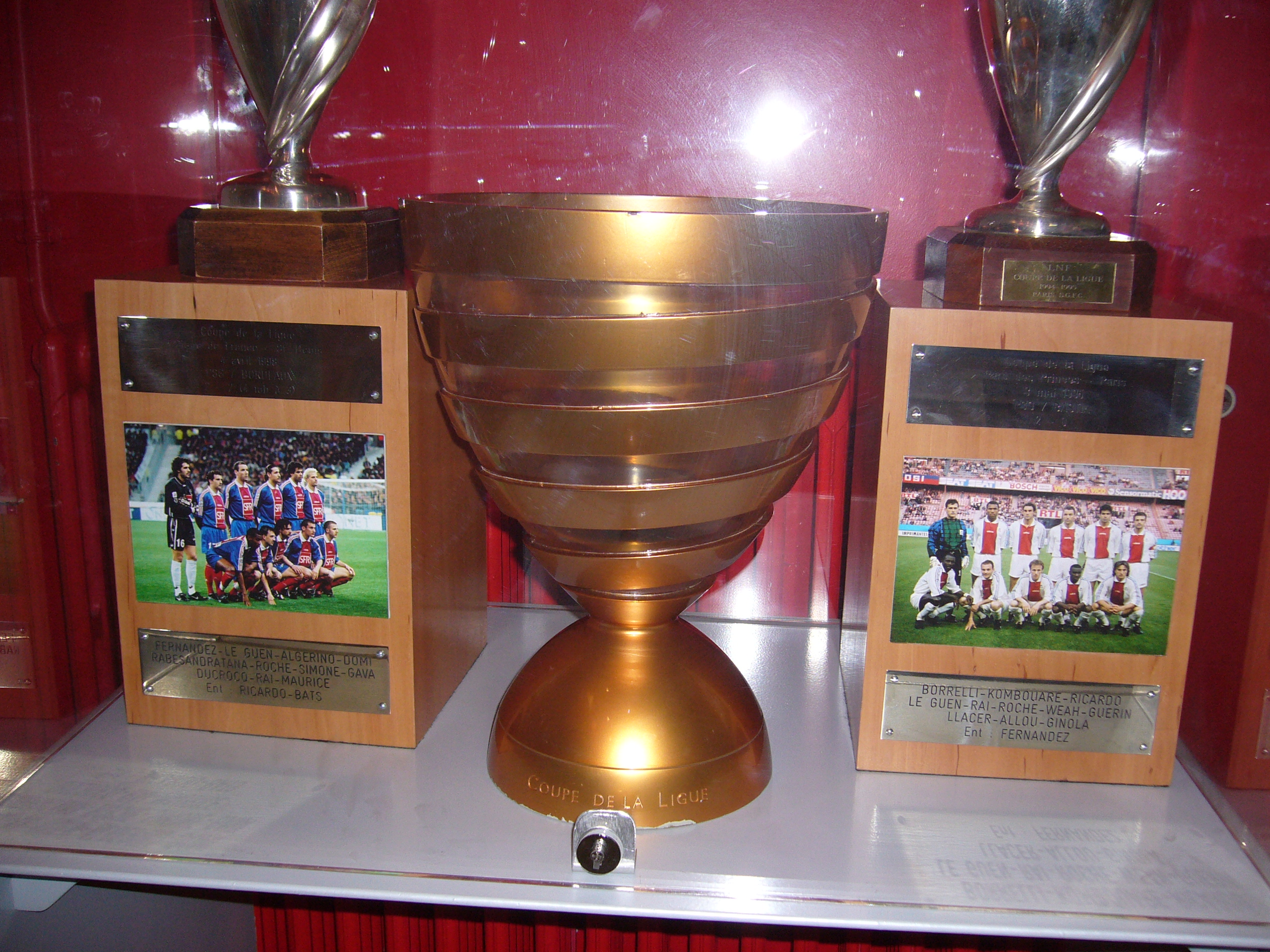
غرفة جوائز نادي باريس سان جيرمان

نادي باريس سان جيرمان لكرة القدم (بالفرنسية: Paris Saint-Germain Football Club) ويعرف اختصاراً باسم باريس سان جيرمان (بالفرنسية: Paris Saint-Germain) هو نادي كرة قدم فرنسي تأسس في 12 أغسطس 1970 بعد دمج كل من نادي باريس الذي تأسس في عام 1969 ونادي سان جيرمان الذي تأسس في عام 1906، يقع مقره في مدينة باريس الفرنسية. يعتبر نادي باريس سان جيرمان أحد أنجح الأندية في فرنسا أوروبا، حيث حصل الفريق على 55 بطولة. كانت أولى بطولات نادي باريس سان جيرمان هي فوزه بكأس فرنسا عام 1923 بعد فوزه في النهائي على نادي تور بنتيجة 2–0.

## الملخص
دوري أبطال أوروبا ١
| بطولات نادي باريس سان جيرمان | بطولات نادي باريس سان جيرمان | بطولات نادي باريس سان جيرمان | بطولات نادي باريس سان جيرمان | بطولات نادي باريس سان جيرمان  | بطولات نادي باريس سان جيرمان | بطولات نادي باريس سان جيرمان | بطولات نادي باريس سان جيرمان |
| الدوري                       | الكأس                        | كأس الرابطة الفرنسية         | كأس الأبطال الفرنسي          | الدوري الفرنسي الدرجة الثانية | دوري الأبطال                 | كأس الكؤوس الأوروبية         | كأس الانترتوتو               |
| ---------------------------- | ---------------------------- | ---------------------------- | ---------------------------- | ----------------------------- | ---------------------------- | ---------------------------- | ---------------------------- |
| 13                           | 16                           | 9                            | 13                           | 1                             | 1                            | 1                            | 1                            |

## القائمة

### البطولات المحلية
| اسم البطولة          | شعار أو كأس البطولة | عدد مرات الفوز | مواسم الفوز |
| -------------------- | ------------------- | -------------- | --- |
| الدوري الفرنسي       |                     | 13 مرة         | 1985–86، 1993–94، 2012–13، 2013–14، 2014–15، 2015–16، 2017–18، 2018–19، 2019–20، 2021–22، 2022–23، 2023–24، 2024–25                            |
| كأس فرنسا            |                     | 16 مرة         | 1981–82، 1982–83، 1992–93، 1994–95، 1997–98، 2003–04، 2005–06، 2009–10، 2014–15، 2015–16، 2016–17، 2017–18، 2019–20، 2020–21، 2023–24، 2024–25 |
| كأس الرابطة الفرنسية |                     | 9 مرة          | 1994–95، 1997–98، 2007–08، 2013–14، 2014–15، 2015–16، 2016–17، 2017–18، 2019–20                                                                |

## روابط خارجية
- الموقع الرسمي نادي باريس سان جيرمان
- Paris Saint-Germain - Ligue 1
- Paris Saint-Germain - UEFA.com

لا توجد روابط لمواقع التواصل الاجتماعي.